# Unicodeblock Ogam
Der Unicodeblock Ogam (engl. Ogham, U+1680 bis U+169F) enthält die Zeichen der keltischen Ogam-Schrift, mit der vor allem in Irland im 4.–6. Jahrhundert Personennamen in Hinkelsteine und andere Gegenstände geritzt wurden. Die Ogam-Schrift ist ein Alphabet, in dem verschiedene Kombinationen von waagerechten oder diagonalen, rechts, links oder auf beiden Seiten einer senkrechten Grundlinie angebrachten Strichen die Buchstaben des lateinischen Alphabets kodieren. Je nach Beschreibmaterial kommen auch andere Ausrichtungen vor; in wissenschaftlichen Publikationen wird die Ogam-Schrift meist von links nach rechts geschrieben.

## Liste
| Unicodenummer | Zeichen (400 %) | Kategorie                               | Bidirektionale Klasse     | Offizielle Bezeichnung      | Beschreibung                |
| ------------- | --------------- | --------------------------------------- | ------------------------- | --------------------------- | --------------------------- |
| U+1680 (5760) | [[ ]]           | Trenn- (Leer-) Zeichen                  | Whitespace                | OGHAM SPACE MARK            | Ogam-Leerzeichen            |
| U+1681 (5761) | ᚁ               | anderer Buchstabe, Silbe oder Ideogramm | links nach rechts         | OGHAM LETTER BEITH          | Ogam-Buchstabe Beith        |
| U+1682 (5762) | ᚂ               | anderer Buchstabe, Silbe oder Ideogramm | links nach rechts         | OGHAM LETTER LUIS           | Ogam-Buchstabe Luis         |
| U+1683 (5763) | ᚃ               | anderer Buchstabe, Silbe oder Ideogramm | links nach rechts         | OGHAM LETTER FEARN          | Ogam-Buchstabe Fearn        |
| U+1684 (5764) | ᚄ               | anderer Buchstabe, Silbe oder Ideogramm | links nach rechts         | OGHAM LETTER SAIL           | Ogam-Buchstabe Sail         |
| U+1685 (5765) | ᚅ               | anderer Buchstabe, Silbe oder Ideogramm | links nach rechts         | OGHAM LETTER NION           | Ogam-Buchstabe Nion         |
| U+1686 (5766) | ᚆ               | anderer Buchstabe, Silbe oder Ideogramm | links nach rechts         | OGHAM LETTER UATH           | Ogam-Buchstabe Uath         |
| U+1687 (5767) | ᚇ               | anderer Buchstabe, Silbe oder Ideogramm | links nach rechts         | OGHAM LETTER DAIR           | Ogam-Buchstabe Dair         |
| U+1688 (5768) | ᚈ               | anderer Buchstabe, Silbe oder Ideogramm | links nach rechts         | OGHAM LETTER TINNE          | Ogam-Buchstabe Tinne        |
| U+1689 (5769) | ᚉ               | anderer Buchstabe, Silbe oder Ideogramm | links nach rechts         | OGHAM LETTER COLL           | Ogam-Buchstabe Coll         |
| U+168A (5770) | ᚊ               | anderer Buchstabe, Silbe oder Ideogramm | links nach rechts         | OGHAM LETTER CEIRT          | Ogam-Buchstabe Ceirt        |
| U+168B (5771) | ᚋ               | anderer Buchstabe, Silbe oder Ideogramm | links nach rechts         | OGHAM LETTER MUIN           | Ogam-Buchstabe Muin         |
| U+168C (5772) | ᚌ               | anderer Buchstabe, Silbe oder Ideogramm | links nach rechts         | OGHAM LETTER GORT           | Ogam-Buchstabe Gort         |
| U+168D (5773) | ᚍ               | anderer Buchstabe, Silbe oder Ideogramm | links nach rechts         | OGHAM LETTER NGEADAL        | Ogam-Buchstabe Ngeadal      |
| U+168E (5774) | ᚎ               | anderer Buchstabe, Silbe oder Ideogramm | links nach rechts         | OGHAM LETTER STRAIF         | Ogam-Buchstabe Straif       |
| U+168F (5775) | ᚏ               | anderer Buchstabe, Silbe oder Ideogramm | links nach rechts         | OGHAM LETTER RUIS           | Ogam-Buchstabe Ruis         |
| U+1690 (5776) | ᚐ               | anderer Buchstabe, Silbe oder Ideogramm | links nach rechts         | OGHAM LETTER AILM           | Ogam-Buchstabe Ailm         |
| U+1691 (5777) | ᚑ               | anderer Buchstabe, Silbe oder Ideogramm | links nach rechts         | OGHAM LETTER ONN            | Ogam-Buchstabe Onn          |
| U+1692 (5778) | ᚒ               | anderer Buchstabe, Silbe oder Ideogramm | links nach rechts         | OGHAM LETTER UR             | Ogam-Buchstabe Ur           |
| U+1693 (5779) | ᚓ               | anderer Buchstabe, Silbe oder Ideogramm | links nach rechts         | OGHAM LETTER EADHADH        | Ogam-Buchstabe Eadhadh      |
| U+1694 (5780) | ᚔ               | anderer Buchstabe, Silbe oder Ideogramm | links nach rechts         | OGHAM LETTER IODHADH        | Ogam-Buchstabe Iodhadh      |
| U+1695 (5781) | ᚕ               | anderer Buchstabe, Silbe oder Ideogramm | links nach rechts         | OGHAM LETTER EABHADH        | Ogam-Buchstabe Eabhadh      |
| U+1696 (5782) | ᚖ               | anderer Buchstabe, Silbe oder Ideogramm | links nach rechts         | OGHAM LETTER OR             | Ogam-Buchstabe Or           |
| U+1697 (5783) | ᚗ               | anderer Buchstabe, Silbe oder Ideogramm | links nach rechts         | OGHAM LETTER UILLEANN       | Ogam-Buchstabe Uilleann     |
| U+1698 (5784) | ᚘ               | anderer Buchstabe, Silbe oder Ideogramm | links nach rechts         | OGHAM LETTER IFIN           | Ogam-Buchstabe Ifin         |
| U+1699 (5785) | ᚙ               | anderer Buchstabe, Silbe oder Ideogramm | links nach rechts         | OGHAM LETTER EAMHANCHOLL    | Ogam-Buchstabe Eamhancholl  |
| U+169A (5786) | ᚚ               | anderer Buchstabe, Silbe oder Ideogramm | links nach rechts         | OGHAM LETTER PEITH          | Ogam-Buchstabe Peith        |
| U+169B (5787) | ᚛               | öffnende Punktierung (eines Paars)      | anderes neutrales Zeichen | OGHAM FEATHER MARK          | Ogam-Federzeichen           |
| U+169C (5788) | ᚜               | schließende Punktierung (eines Paars)   | anderes neutrales Zeichen | OGHAM REVERSED FEATHER MARK | Ogam-gedrehtes Federzeichen |